# 訃報 2021年7月
訃報 2021年7月（ふほう 2021ねん7がつ）では、2021年7月に物故した、又は物故が報じられた人物について纏める。

## 1日 - 15日

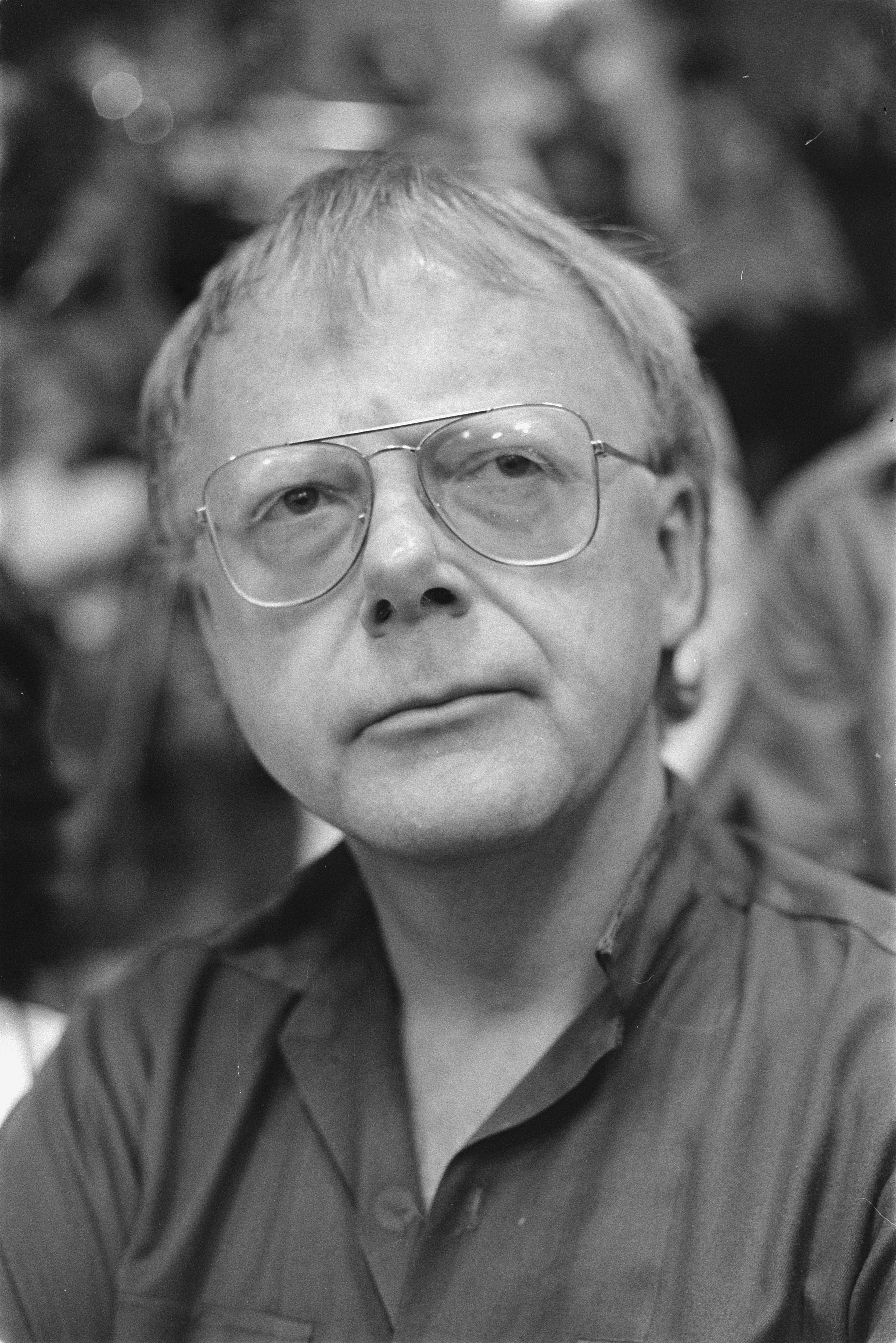
ルイ・アンドリーセン／7月1日没

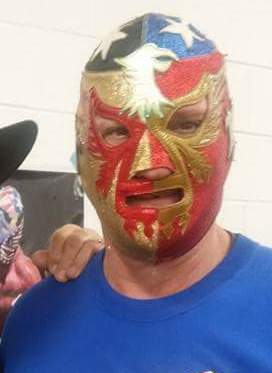
パトリオット／7月1日没

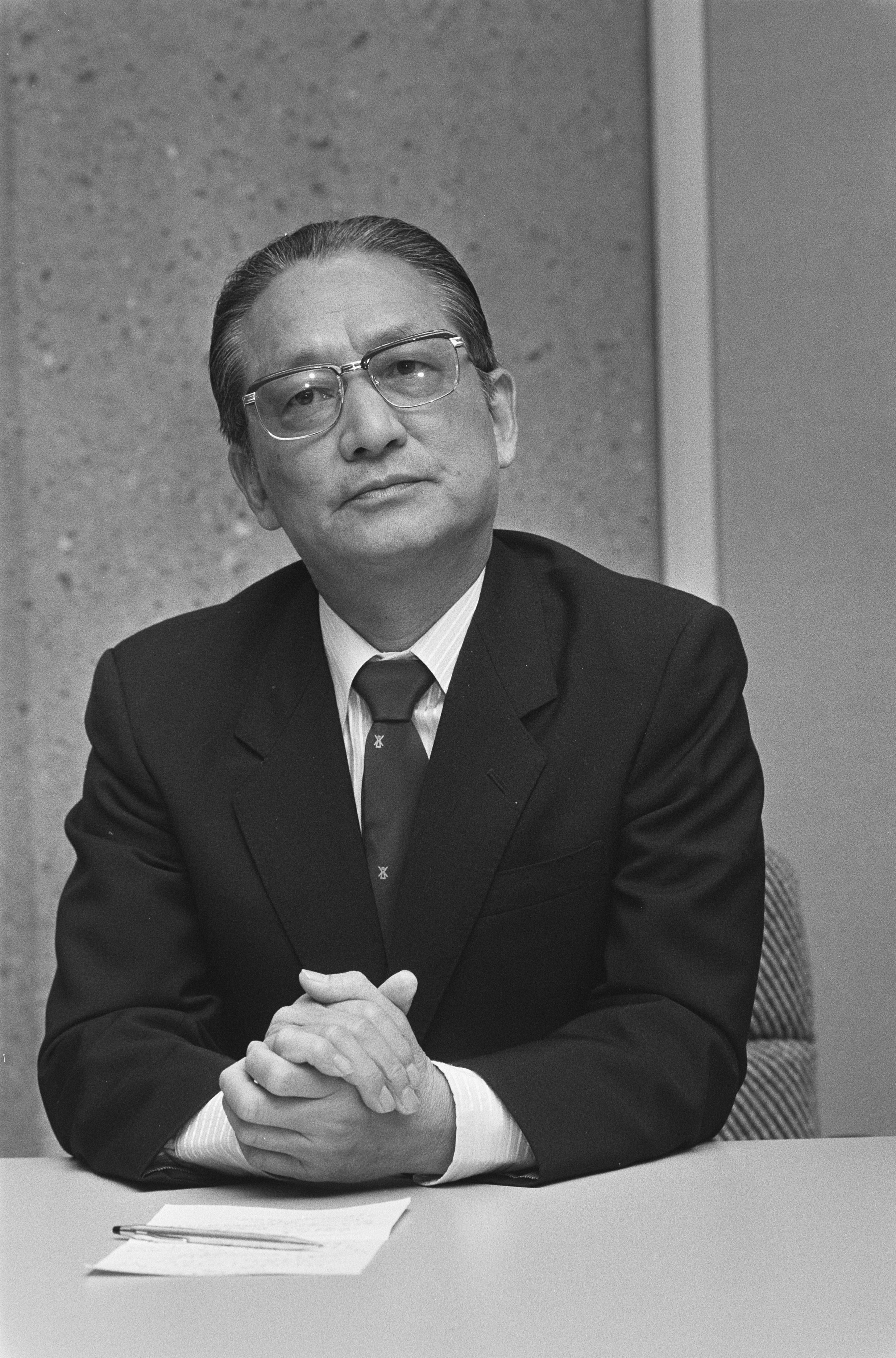
何康／7月3日没

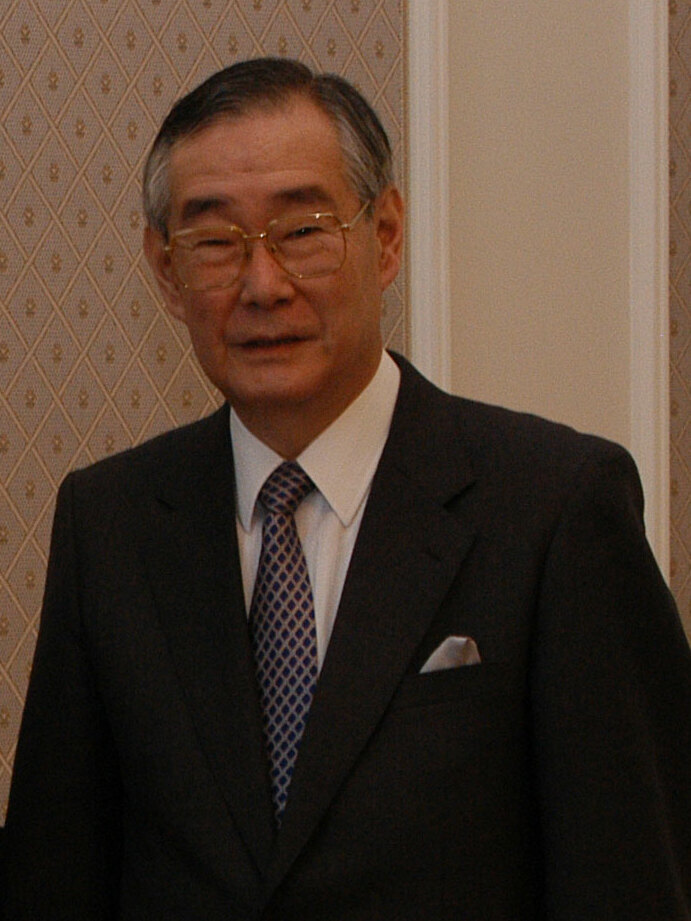
野村一成／7月4日没

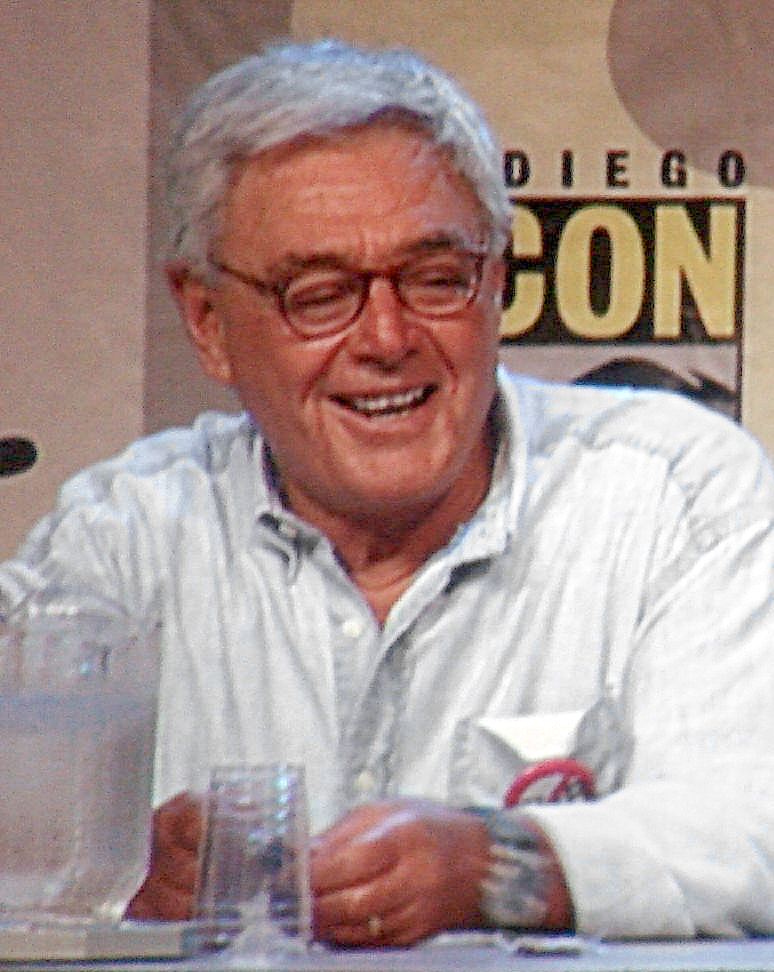
リチャード・ドナー／7月5日没

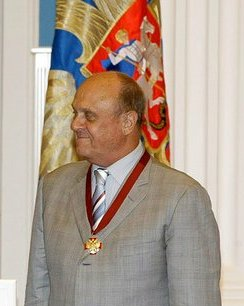
ウラジーミル・メニショフ／7月5日没

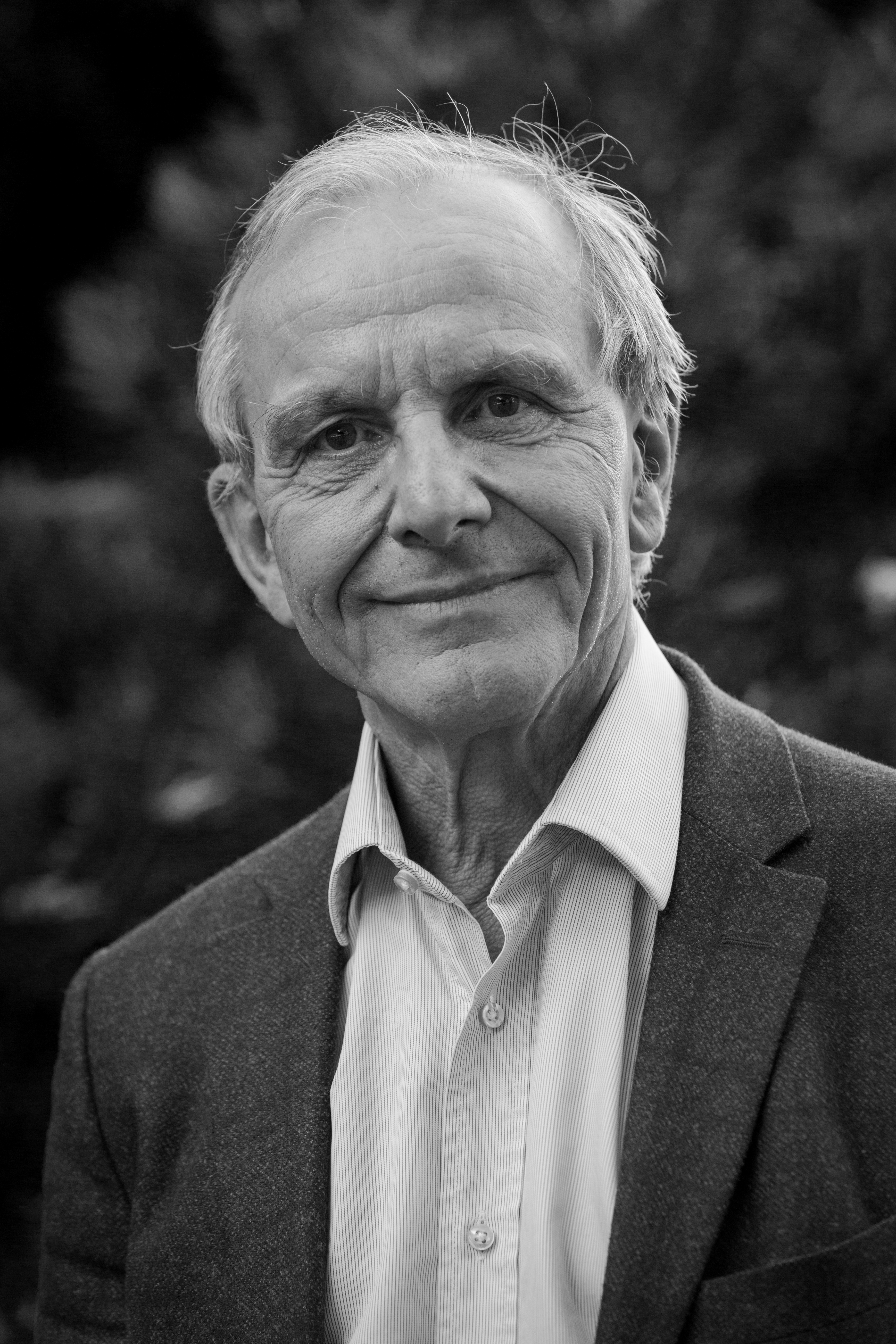
アクセル・カーン／7月6日没

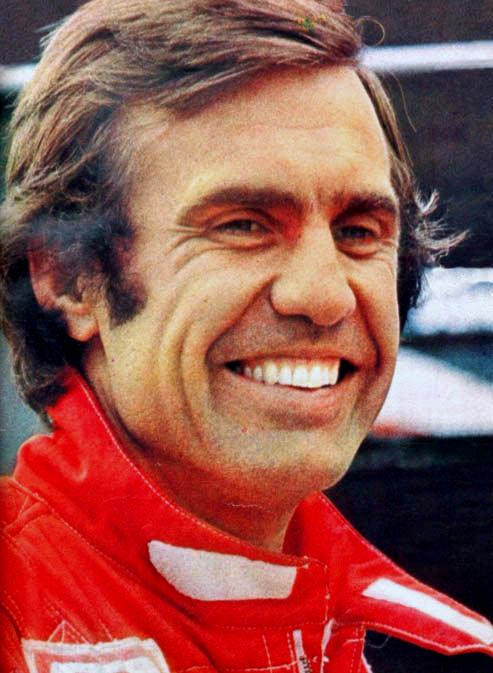
カルロス・ロイテマン／7月7日没

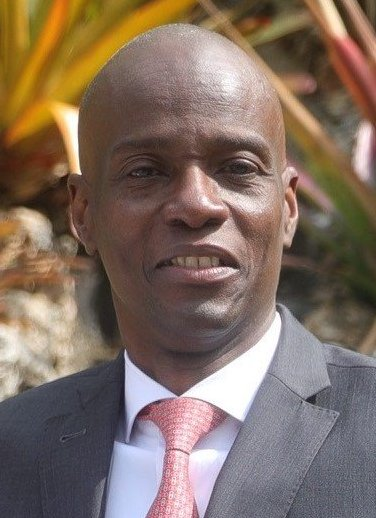
ジョブネル・モイーズ／7月7日没

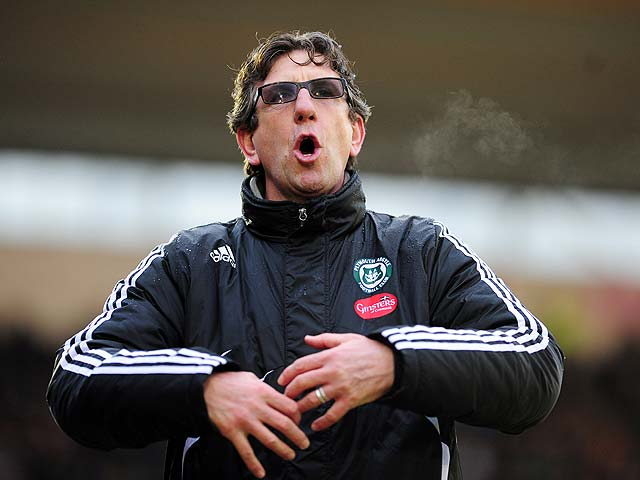
ポール・マリナー／7月9日没

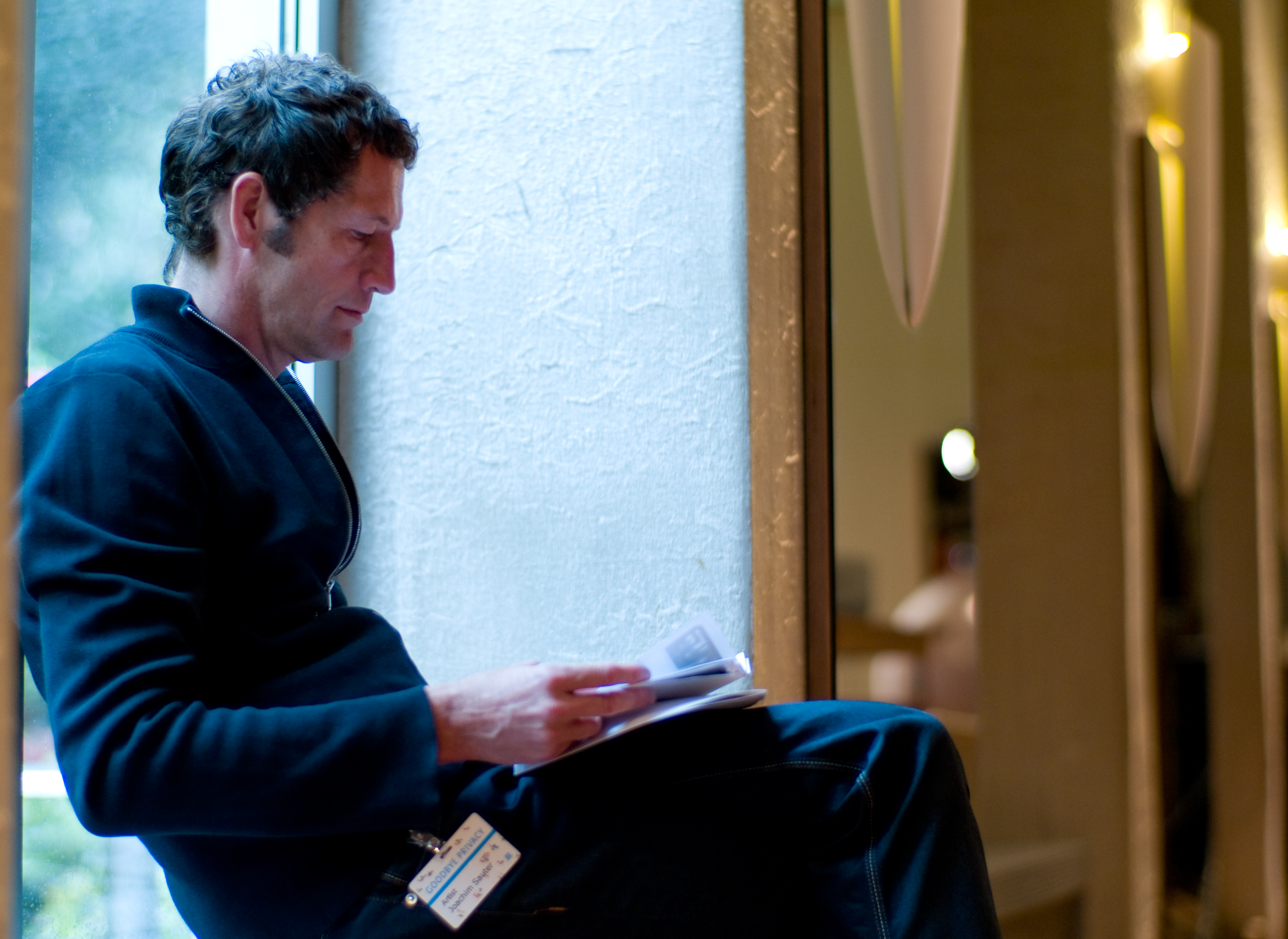
ヨアヒム・ザウター／7月10日没

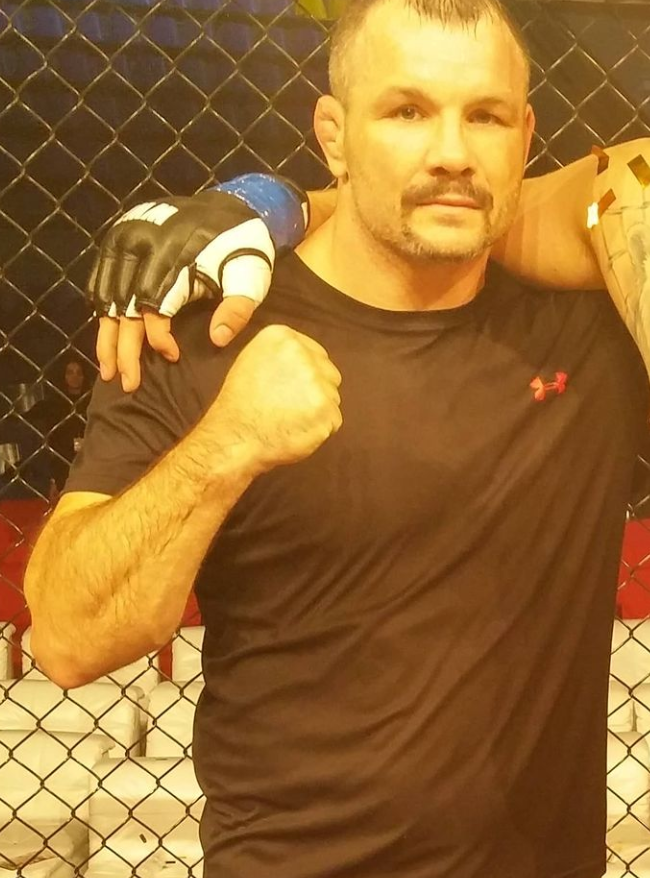
トラビス・フルトン／7月10日没

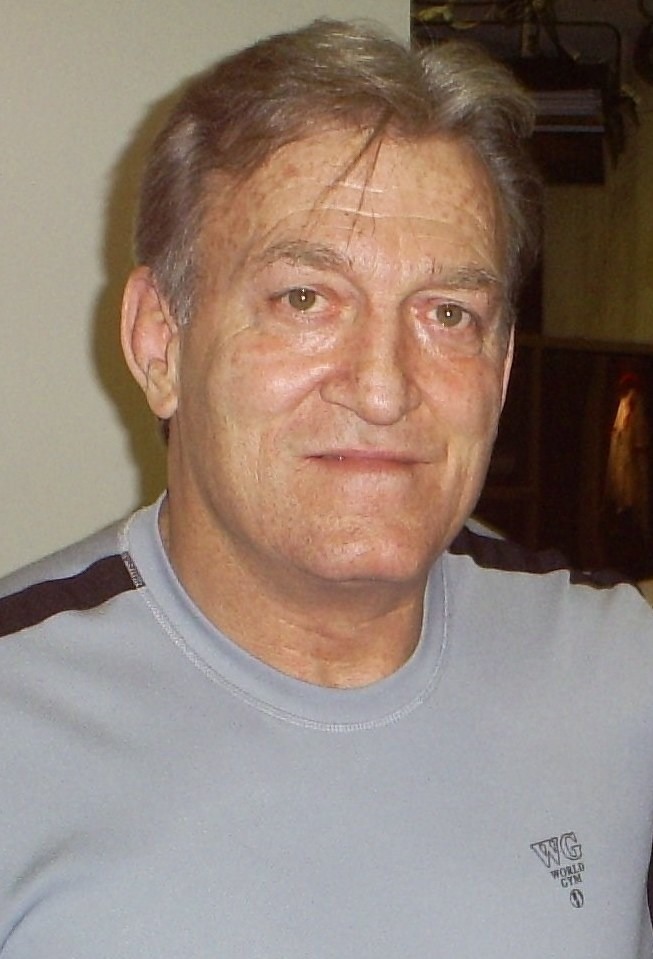
ポール・オーンドーフ／7月12日没

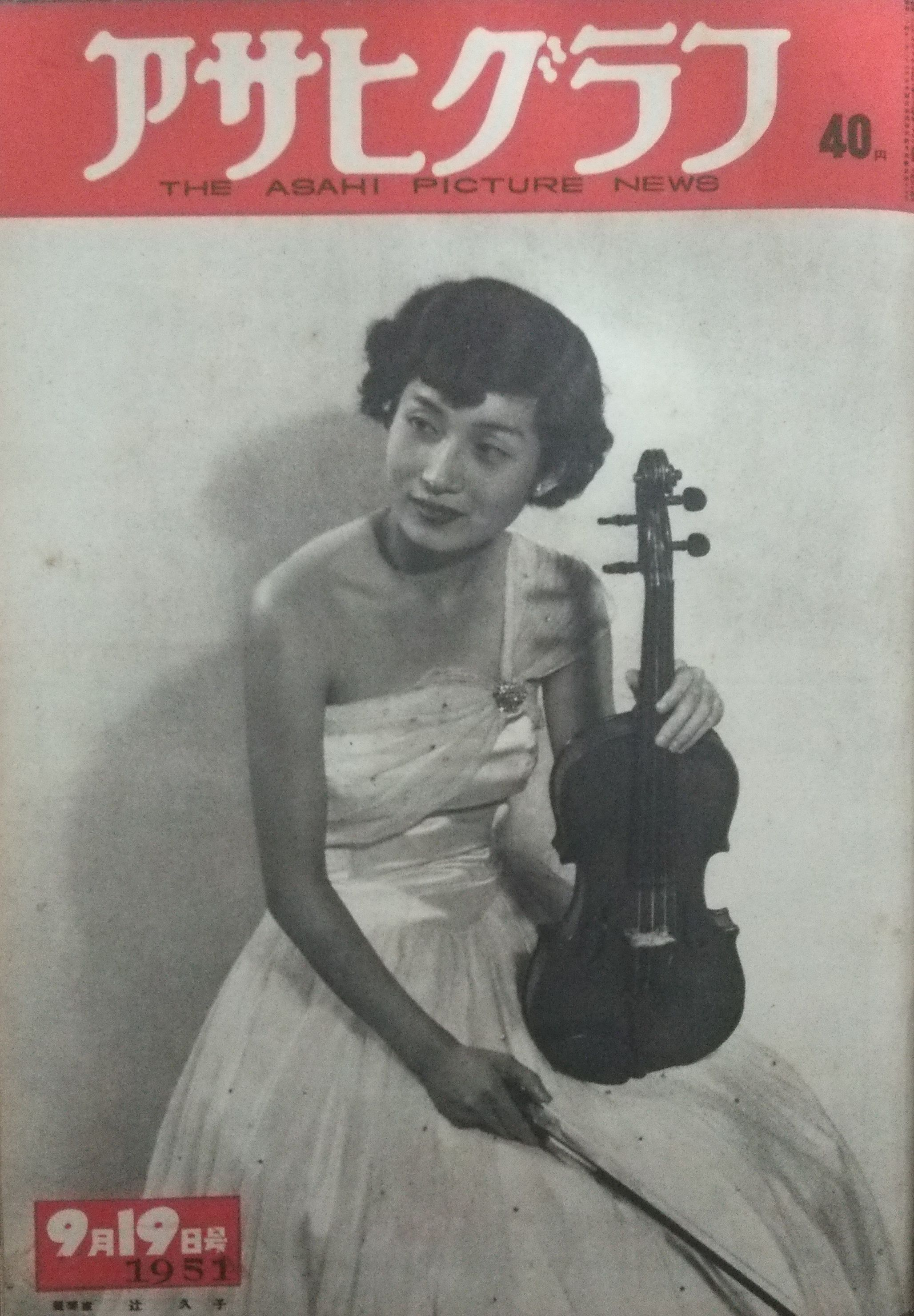
辻久子／7月13日没

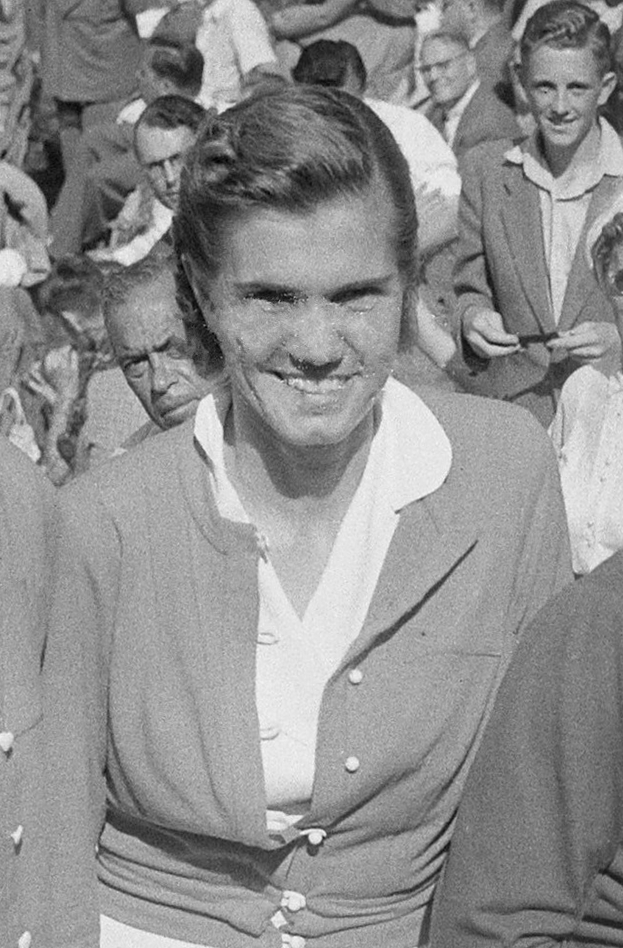
シャーリー・フライ／7月13日没

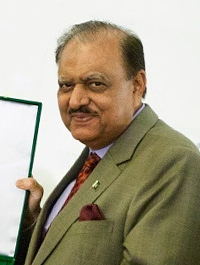
マムヌーン・フセイン／7月14日没

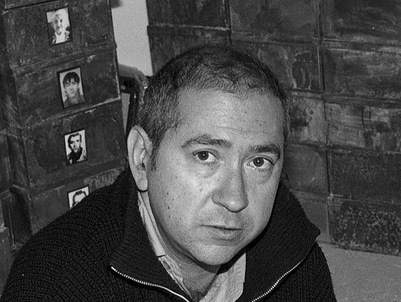
クリスチャン・ボルタンスキー／7月14日没

- 7月1日 - 大石昌美、日本のハーモニカ奏者（* 1930年）[1]
- 7月1日 - 乾孝義、日本の実業家、元マルカキカイ（現マルカ）社長（* 1931年?）[2]
- 7月1日 - ルイ・アンドリーセン、オランダの作曲家、ピアニスト（* 1939年）[3]
- 7月1日 - 勇崎哲史、日本の写真家（* 1949年）[4]
- 7月1日 - フィルセ・サンプラー、アメリカ合衆国の声優（* 1956年）[5]
- 7月1日 - スティーヴ・ケカナ（英語版）、南アフリカ共和国のシンガーソングライター（* 1958年）[6]
- 7月1日 - パトリオット（デル・ウィルクス）、アメリカ合衆国の元プロレスラー、元全日本プロレスアジアタッグ王者・WCW世界タッグチーム王者（* 1961年）[7][8]
- 7月1日 - ユーリー・ドコイアン（英語版）、ロシアのチェスプレイヤー、グランドマスター（* 1964年）[9]
- 7月1日 - 小林光則、日本のアスレティックトレーナー、ヴァンラーレ八戸トレーナー（* 1967年）[10]
- 7月1日 - ブライアン・セント・ペール（英語版）、アメリカ合衆国のドラマー、元ハムメンバー（* 1969年?）[11]
- 7月1日 - 光法賢一、日本の元大相撲力士【宮城野部屋所属】、元年寄音羽山（* 1973年）[12]
- 7月2日 - ニコライ・スリチェンコ（英語版）、ロシアの歌手、俳優（* 1934年）[13]
- 7月2日 - 永利新一、日本の実業家、公認会計士、税理士、元大牟田商工会議所会頭（* 1942年）[14]
- 7月2日 - レーロホノロ・レドワバ、南アフリカ共和国の元プロボクサー、元IBF世界スーパーバンタム級王者（* 1971年）[15]
- 7月3日 - 何康、中華人民共和国の政治家、元農牧漁業部長、全国人民代表大会常務委員（* 1923年）[16]
- 7月3日 - 東山健吾、日本の美術史家、成城大学名誉教授（* 1931年）[17]
- 7月4日 - リチャード・C・レウォンティン （英語版）、アメリカ合衆国の進化生物学者（* 1929年）[18]
- 7月4日 - サンフォード・クラーク、アメリカ合衆国のカントリー／ロカビリー歌手、ギタリスト（* 1935年）[19]
- 7月4日 - リック・レアード、アイルランドのベーシスト、元マハヴィシュヌ・オーケストラメンバー（* 1941年）[20]
- 7月4日 - 野村一成、日本の外交官、元駐ドイツ大使、元駐ロシア大使、元東宮大夫（* 1941年）[21]
- 7月4日 - テリー・ドナヒュー（英語版）、アメリカ合衆国のアメリカンフットボール指導者、元サンフランシスコ・フォーティナイナーズGM（* 1943年）[22]
- 7月4日 - 中山ラビ、日本のシンガーソングライター（* 1948年）[23]
- 7月4日 - マイダルジャヴィン・ガンゾリグ、モンゴルの宇宙飛行士（* 1949年）[24]
- 7月4日 - ルミニツァ・ゲオルジウ（英語版）、ルーマニアの女優（* 1949年）[25]
- 7月4日 - 末原康志、日本のギタリスト（* 1956年?）[26]
- 7月4日 - マティス・キブレニクス（英語版）、ラトビアのアイスホッケー選手【コロンバス・ブルージャケッツ所属】（* 1996年）[27]
- 7月5日 - ジリアン・シーン（英語版）、イギリスの元フェンシング選手、1956年メルボルンオリンピック女子フルーレ金メダリスト（* 1928年）[28]
- 7月5日 - リチャード・ドナー、アメリカ合衆国の映画監督（* 1930年）[29]
- 7月5日 - 志賀節、日本の政治家、元衆議院議員【自由民主党所属】、第23代環境庁長官（* 1933年）[30]
- 7月5日 - 中西宏幸、日本の技術者、実業家、三井化学元社長・名誉顧問（* 1938年）[31]
- 7月5日 - ウラジーミル・メニショフ、ロシアの映画監督（* 1939年）[32]
- 7月5日 - ラファエッラ・カッラ（英語版）、イタリアの歌手、女優（* 1943年）[33]
- 7月5日 - レオ・ファン・デ・ケッテリー（オランダ語版）、オランダのギタリスト、元ショッキング・ブルーメンバー（* 1950年）[34]
- 7月5日 - 桂川潤、日本の装丁家、イラストレーター（* 1958年）[35]
- 7月5日 - ロベルト・エルナンデス、キューバの元陸上競技選手、1992年バルセロナオリンピック4x400mリレー銀メダリスト（* 1967年）[36]
- 7月6日 - ジヴァン・ガスパリアン（英語版）、アルメニアのドゥドゥク奏者、作曲家（* 1928年）[37]
- 7月6日 - 前田米造、日本の撮影監督（* 1935年）[38]
- 7月6日 - パトリック・ジョン（英語版）、ドミニカ国の政治家、第2代英領ドミニカ自治州首相、初代ドミニカ国首相（* 1938年）[39]
- 7月6日 - アクセル・カーン、フランスの科学者、遺伝学者（* 1944年）[40]
- 7月6日 - かやはるか、日本の漫画家（* 生年不明）[41]
- 7月7日 - ディリープ・クマール、インドの俳優（* 1922年）[42]
- 7月7日 - ケシャフ・ダット（英語版）、インドの元フィールドホッケー選手、1948年ロンドン・1952年ヘルシンキオリンピック金メダリスト（* 1925年）[43]
- 7月7日 - 山田豊、日本の流体工学者、名古屋工業大学名誉教授（* 1926年）[44]
- 7月7日 - 山田利郎、日本の実業家、球団経営者、元松下サッカークラブ（現ガンバ大阪）社長（* 1933年）[45]
- 7月7日（公表日） - アナトリー・フランチュク（英語版）、ウクライナの政治家、第4・6・8代クリミア自治共和国首相（* 1935年）[46]
- 7月7日 - 矢嶋英敏、日本の元官僚、実業家、元島津製作所社長（* 1935年）[47]
- 7月7日 - ロバート・ダウニー・シニア、アメリカ合衆国の俳優、映画監督、映画プロデューサー（* 1936年）[48]
- 7月7日 - アフマド・ジブリール（英語版）、パレスチナ出身の民兵組織指導者、パレスチナ解放人民戦線総司令部書記長（* 1938年）[49]
- 7月7日 - カルロス・ロイテマン、アルゼンチンの元レーシングドライバー、政治家、元サンタフェ州知事（* 1942年）[50]
- 7月7日 - 三宅理一郎、日本のジャーナリスト、実業家、元宮崎日日新聞社社長（* 1943年）[51]
- 7月7日 - アンジェリック・イオナトス（英語版）、ギリシャの歌手、作曲家（* 1954年）[52]
- 7月7日 - 髙橋透、日本の哲学者、早稲田大学教授（* 1963年）[53]
- 7月7日 - クリス・ヤングブラッド、アメリカ合衆国の元プロレスラー、元WWC世界タッグ王者（* 1966年）[54]
- 7月7日 - ジョブネル・モイーズ、ハイチの政治家、第40代ハイチ大統領（* 1968年）[55][56]
- 7月7日 - 金熙虎、韓国のサッカー指導者（* 1981年）[57]
- 7月7日 - サム・リード、アメリカ合衆国のジャズ・サクソフォーン奏者（* 1935年）[58]
- 7月8日 - 渡辺昇、日本の土木工学者、北海道大学名誉教授（* 1928年）[59]
- 7月8日 - フランク・ルイ（英語版）、ニウエの政治家、第3代ニウエ首相（* 1935年）[60]
- 7月8日 - 三角保之、日本の政治家、元熊本県熊本市長（* 1940年）[61]
- 7月8日 - エイドリアン・メトカーフ、イギリスの元陸上競技選手、1964年東京オリンピック4x400mリレー銀メダリスト（* 1942年）[62]
- 7月8日 - 久木田重和、日本の会計学者、東京経済大学元学長・名誉教授（* 1943年）[63]
- 7月9日 - ジャン・フランコ・カスペル、スイスのスポーツマネージャー、第4代国際スキー連盟会長（* 1944年）[64]
- 7月9日 - ポール・マリナー、イングランドの元サッカー選手・指導者、元同国代表（* 1953年）[65]
- 7月9日 - ジェフ・マクーボ（英語版）、南アフリカ共和国の政治家、ヨハネスブルグ市長（* 1968年）[66]
- 7月9日 - ソ・ボラミ（朝鮮語版）、韓国のクロスカントリースキー選手（* 1986年）[67]
- 7月9日 - 新国純子、日本の女子プロレスラー【全日本女子プロレス所属】（* 生年不明）[68]
- 7月10日 - エスター・ベハラノ（英語版）、ドイツの歌手、平和運動家、元アウシュヴィッツの女性のオーケストラの一員（* 1924年）[69][70]
- 7月10日 - 原田実、日本のアマチュア棋士（* 1936年）[71]
- 7月10日 - 保苅瑞穂、日本のフランス文学者、東京大学・獨協大学名誉教授（* 1937年）[72]
- 7月10日 - 西村和義、日本の実業家、元日本信号社長（* 1940年）[73]
- 7月10日 - バイロン・バーライン（英語版）、アメリカ合衆国のフィドル奏者（* 1944年）[74]
- 7月10日 - ディック・ティドロー（英語版）、アメリカ合衆国の元MLB投手【クリーブランド・インディアンス、ニューヨーク・ヤンキース、シカゴ・カブスなどに所属】（* 1947年）[75]
- 7月10日 - ヨアヒム・ザウター、ドイツのメディアアーティスト（* 1959年）[76]
- 7月10日 - トラビス・フルトン、アメリカ合衆国の総合格闘家（* 1977年）[77]
- 7月11日 - ルネ・ドルレアック（英語版）、フランスの女優（* 1911年）[78]
- 7月11日 - 藤井富雄、日本の政治家、元東京都議会議員、元公明代表、元公明党最高顧問（* 1924年）[79]
- 7月11日 - 増川宏一、日本の玩具研究者（* 1930年）[80]
- 7月11日 - 亀石征一郎、日本の俳優（* 1938年）[81]
- 7月11日 - ジュニ・ブース（英語版）、アメリカ合衆国のジャズベーシスト（* 1948年）[82]
- 7月12日 - エドウィン・エドワーズ（英語版）、アメリカ合衆国の政治家、元ルイジアナ州知事（* 1927年）[83]
- 7月12日 - 山田秀明、日本の応用微生物学者、京都大学名誉教授（* 1929年）[84]
- 7月12日 - バートラム・ファイアストーン（英語版）、アメリカ合衆国の不動産業者、馬主（* 1931年）[85]
- 7月12日 - ウィルソン・ジョーンズ（英語版）、スペインの元サッカー選手（* 1934年）[86]
- 7月12日 - 徐鏡人（中国語版）、中華人民共和国の実業家、揚子江薬業集団（中国語版）創業者（* 1944年）[87]
- 7月12日 - ポール・オーンドーフ、アメリカ合衆国の元プロレスラー、元NWA世界タッグチーム王者、WCW世界TV王者・WCW世界タッグチーム王者、WWE殿堂（* 1949年）[88]
- 7月13日 - 辻久子、日本のヴァイオリニスト（* 1926年）[89]
- 7月13日 - シャーリー・フライ、アメリカ合衆国の元テニス選手、国際テニス殿堂（* 1927年）[90]
- 7月13日 - 西垣昭、日本の元官僚、元大蔵事務次官、元海外経済協力基金総裁（* 1929年）[91]
- 7月13日 - 渡辺浩、日本の実業家、元兼房社長（* 1929年?）[92]
- 7月13日 - 高橋健二、日本のベーシスト、ジャッキー吉川とブルー・コメッツメンバー（* 1938年）[93]
- 7月13日 - 福田一郎、日本の天体物理学者、金沢工業大学名誉教授（* 1940年）[94]
- 7月13日 - 浅見真州、日本の能楽師（* 1941年）[95]
- 7月13日 - アレクサンドル・ステファノヴィチ（英語版）、ロシアの映画監督（* 1944年）[96]
- 7月13日 - 坂巻伸昭、日本の実業家、東武トップツアーズ社長、日本旅行業協会会長（* 1959年）[97]
- 7月13日 - チャ・ギソク（朝鮮語版）、韓国のサッカー選手、元同国代表（* 1986年）[98]
- 7月14日 - 小沢和秋、日本の政治家、元衆議院議員【日本共産党所属】（* 1931年）[99]
- 7月14日 - クルト・ベスタゴー（英語版）、デンマークの漫画家（* 1935年）[100]
- 7月14日 - マムヌーン・フセイン、パキスタンの政治家、第12代大統領、元シンド州知事（* 1940年）[101]
- 7月14日 - 岡庭昇、日本の評論家（* 1942年）[102]
- 7月14日 - クリスチャン・ボルタンスキー、フランスの美術家（* 1944年）[103]
- 7月14日 - ジェフ・ラバー、アメリカ合衆国のギタリスト、シンデレラメンバー（* 1963年）[104]
- 7月14日 - ゲイリー・コルベット（英語版）、アメリカ合衆国のキーボード奏者、元シンデレラメンバー（* 生年不明）[105]
- 7月15日 - 草野妙子、日本の民族音楽学者（* 1933年）[106]
- 7月15日 - 山本晶、日本の米文学者、慶應義塾大学名誉教授（* 1934年）[107]
- 7月15日 - ヒューゴ・F・ソネンシャイン（英語版）、アメリカ合衆国の経済学者、シカゴ大学元学長（* 1940年）[108]
- 7月15日 - 赤田光男、日本の民俗学者、帝塚山大学名誉教授（* 1943年）[109]
- 7月15日 - ピーター・R・デ・ヴリーズ（英語版）、オランダの犯罪ジャーナリスト（* 1956年）[110][111]
- 7月15日 - アンディ・フォーダム（英語版）、イギリスのダーツ選手、2004年BDO ワールド・プロフェッショナル・ダーツ・チャンピオンシップス王者（* 1962年）[112]

## 16日 - 31日

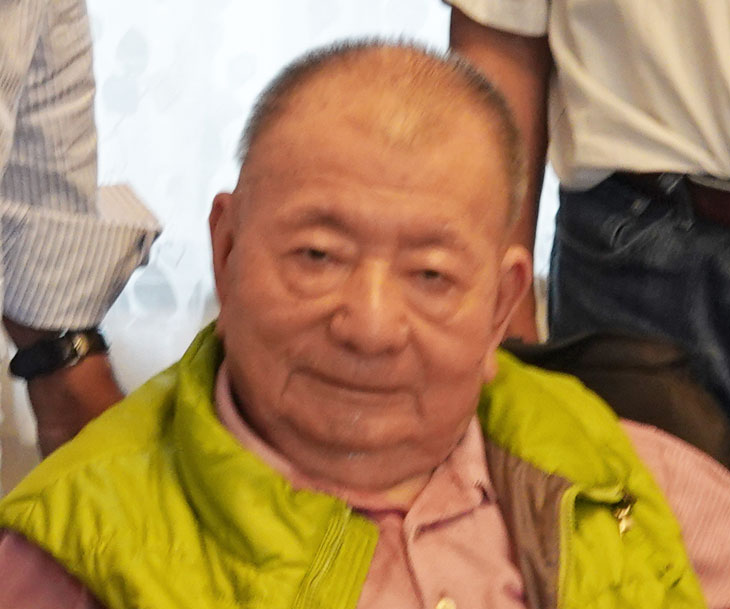
宮脇昭／7月16日没

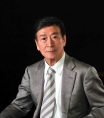
酒井政利／7月16日没

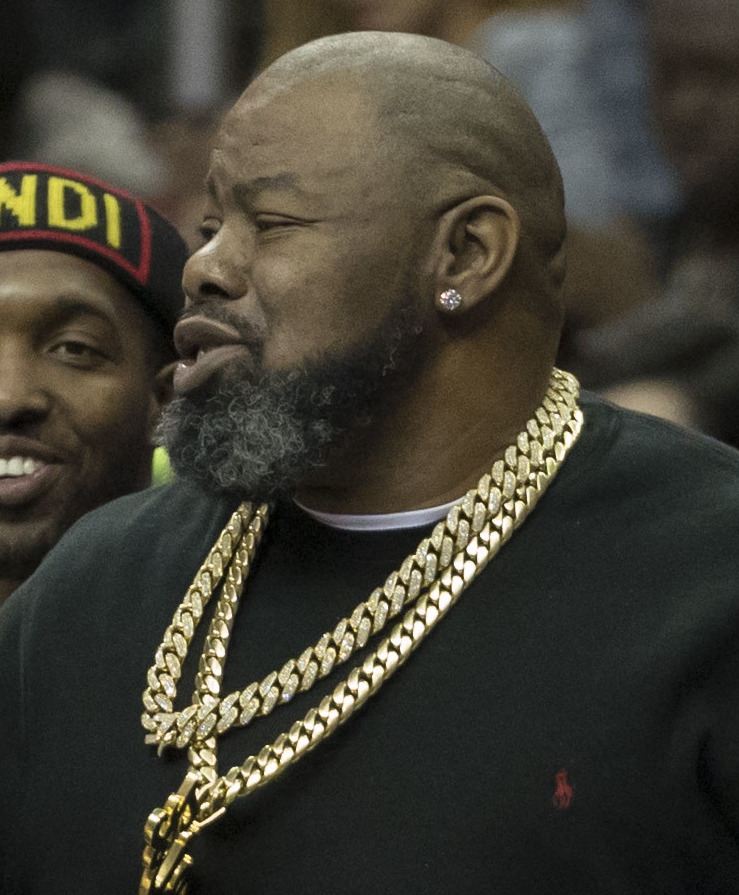
ビズ・マーキー／7月16日没

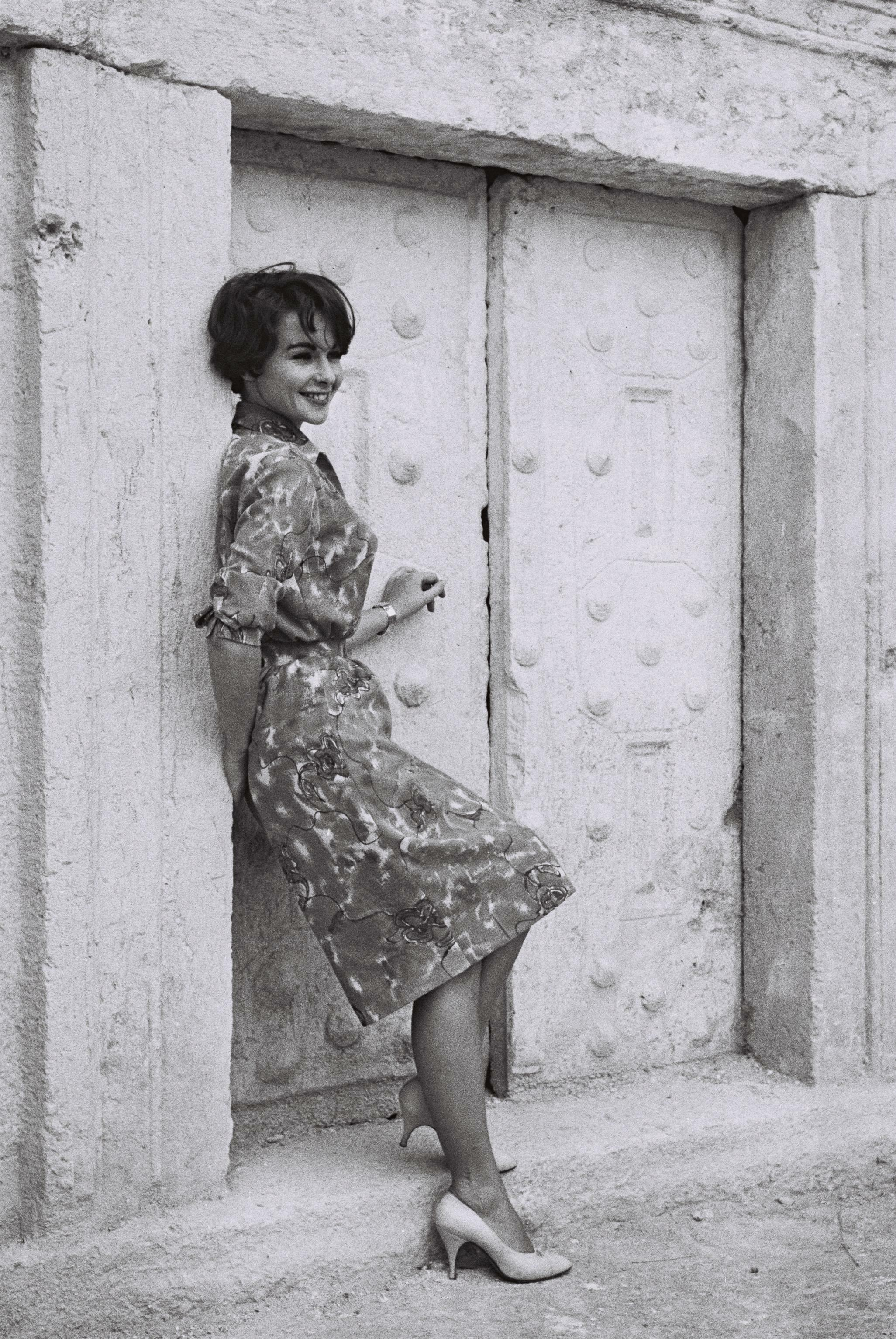
フランソワーズ・アルヌール／7月20日没

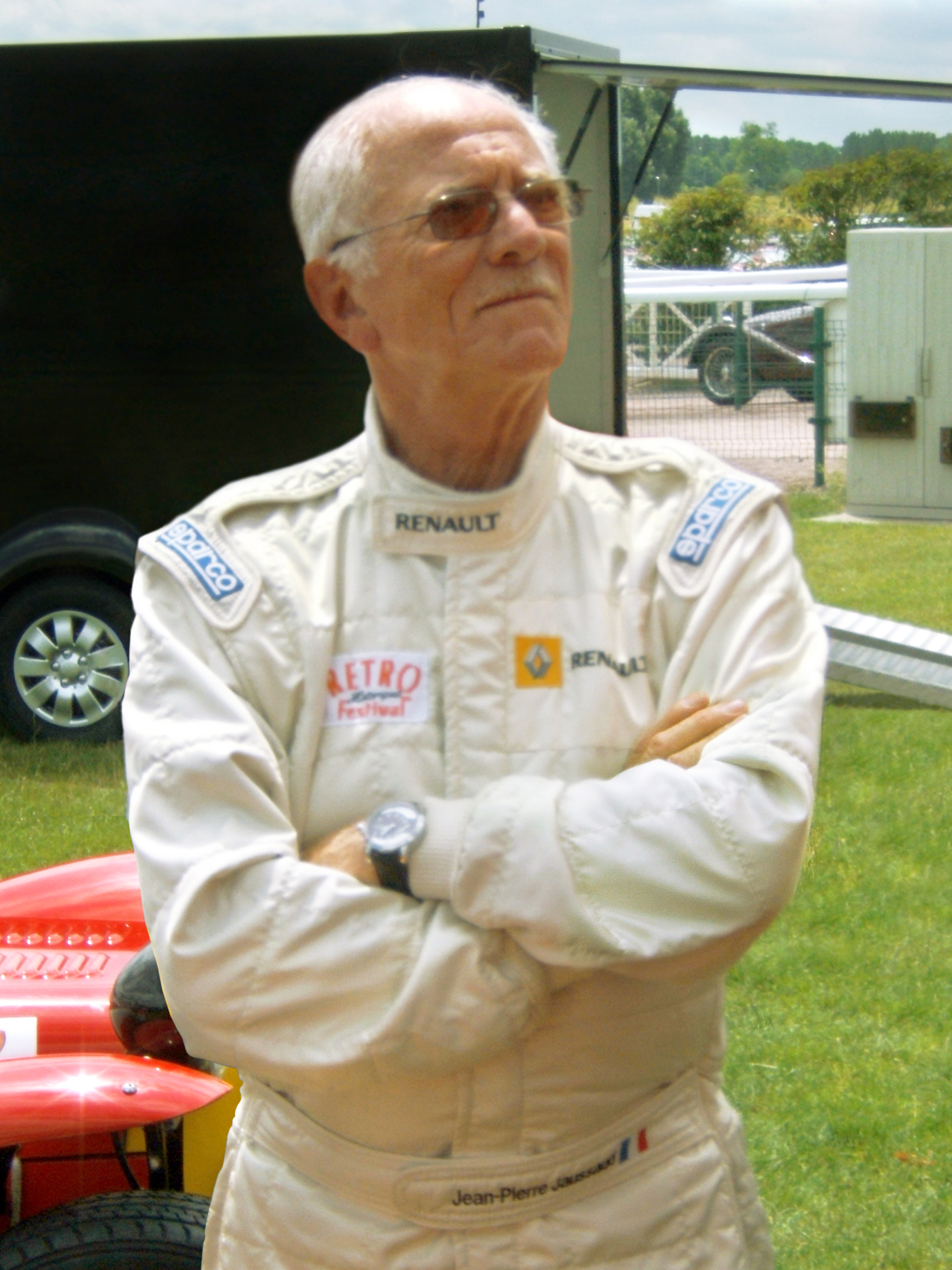
ジャン＝ピエール・ジョッソー／7月22日没

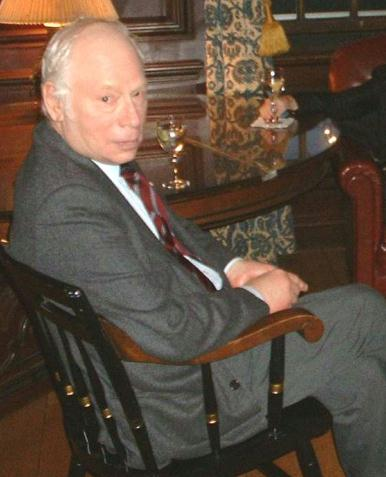
スティーヴン・ワインバーグ／7月23日没

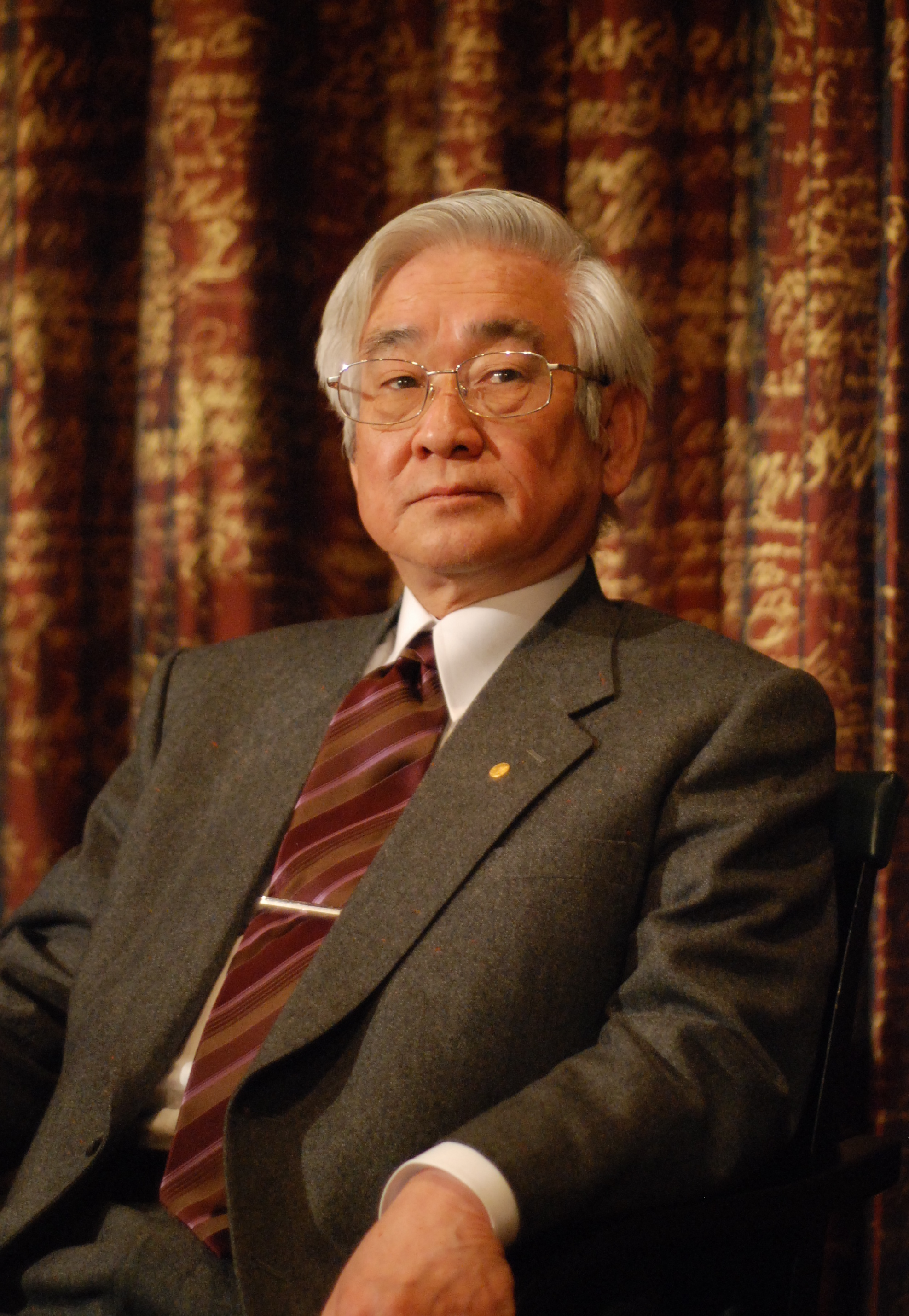
益川敏英／7月23日没

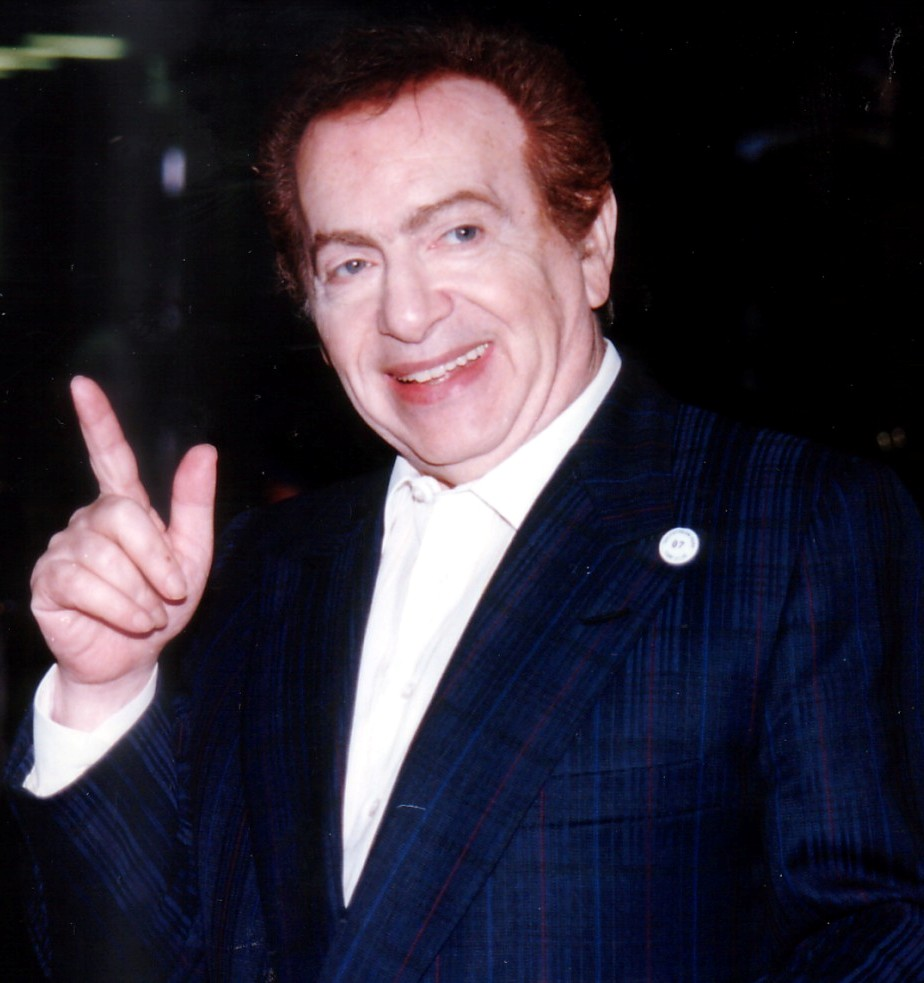
ジャッキー・メイソン／7月24日没

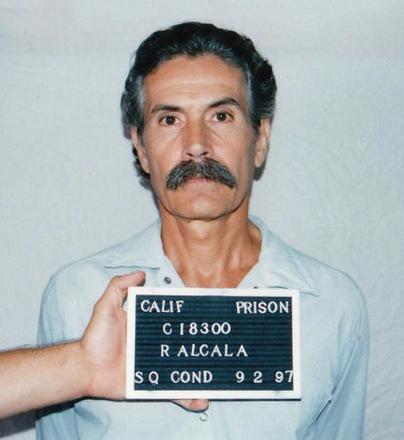
ロドニー・アルカラ／7月24日没

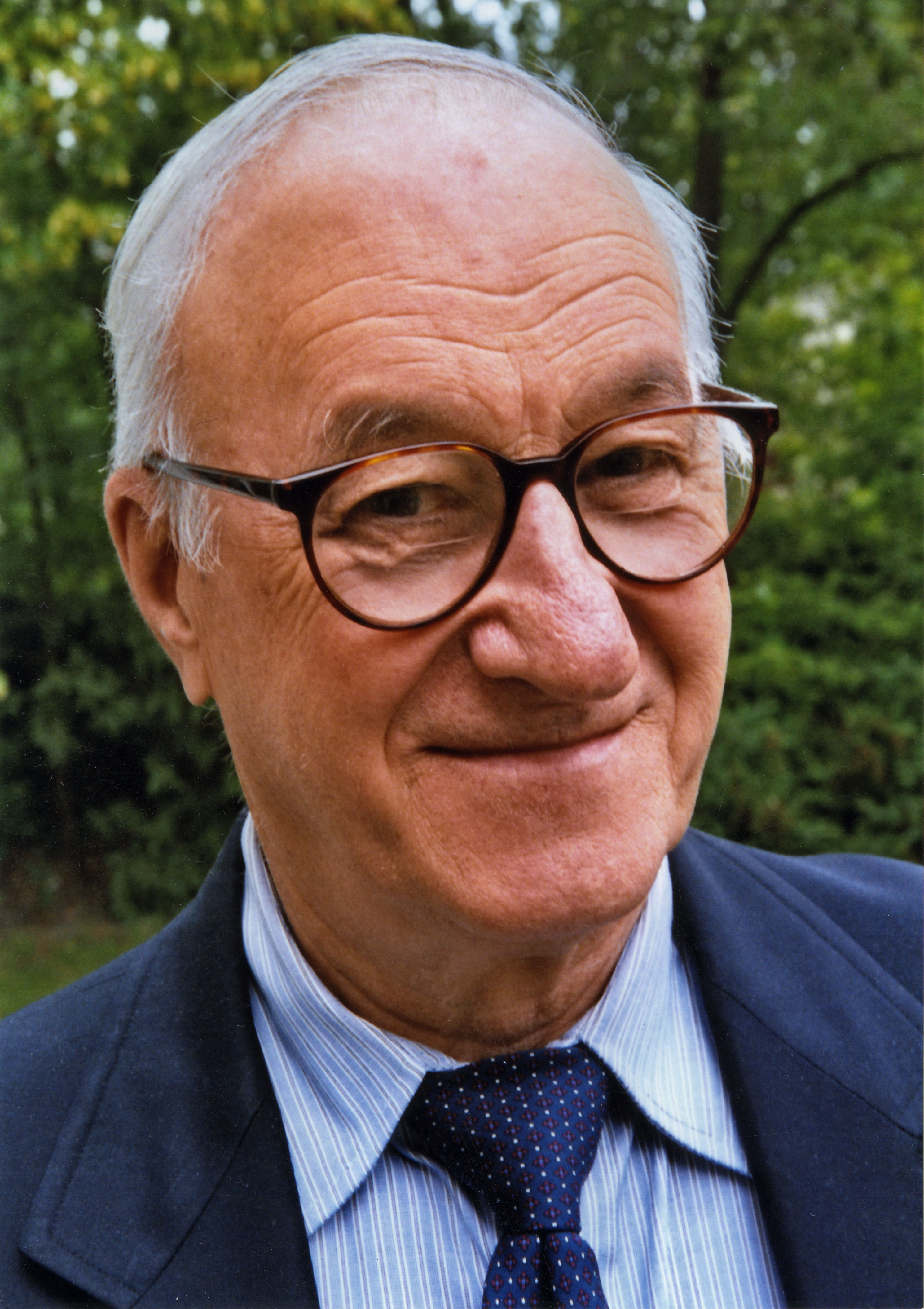
アルバート・バンデューラ／7月26日没

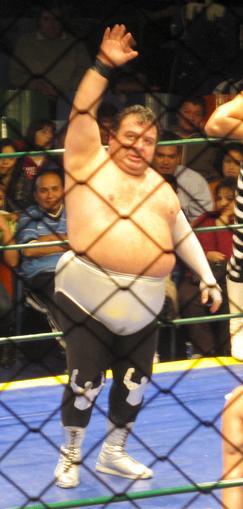
ブラソ・デ・プラタ／7月26日没

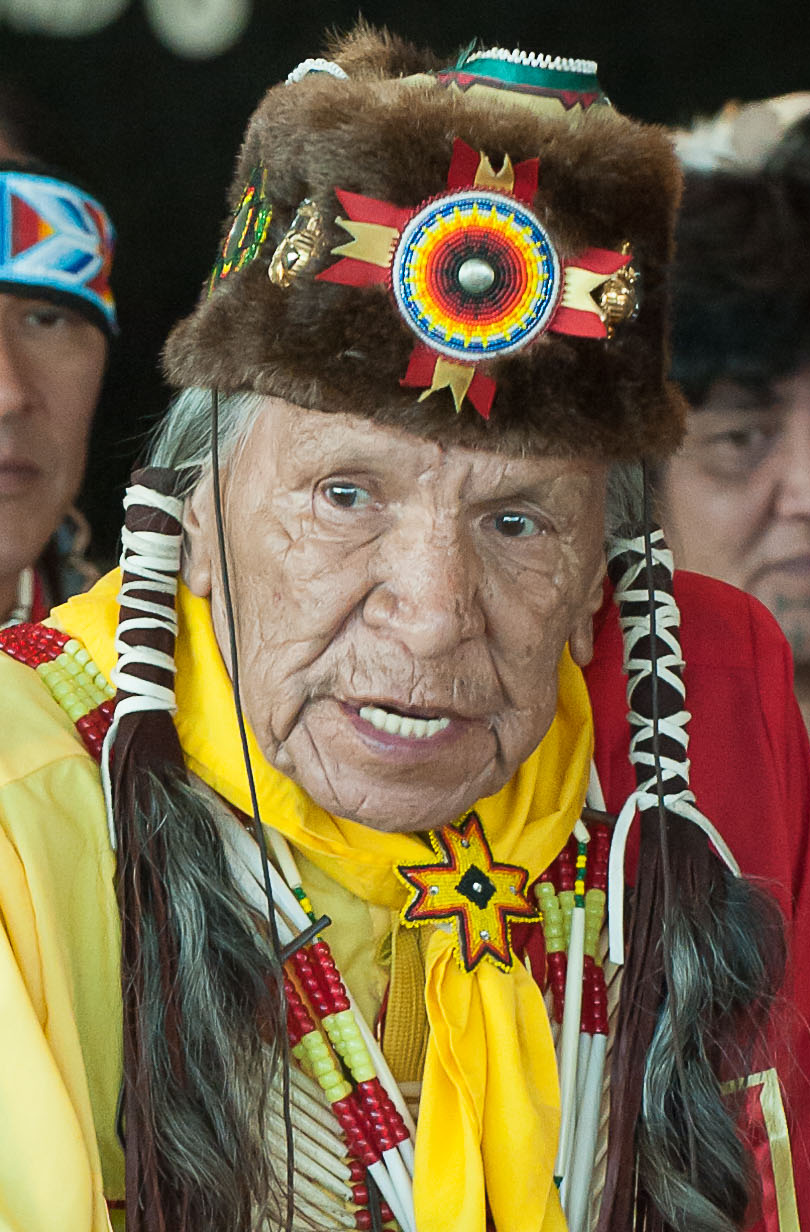
サギノー・グラント／7月27日没

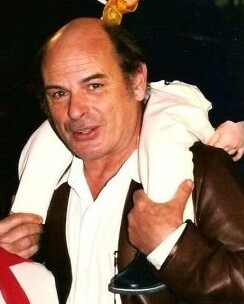
ジャン＝フランソワ・ステヴナン／7月27日没

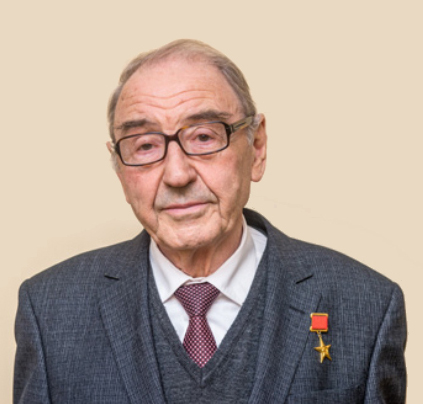
オレグ・バクラーノフ／7月28日没

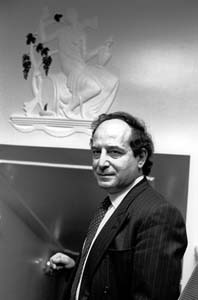
ロベルト・カラッソ／7月28日没

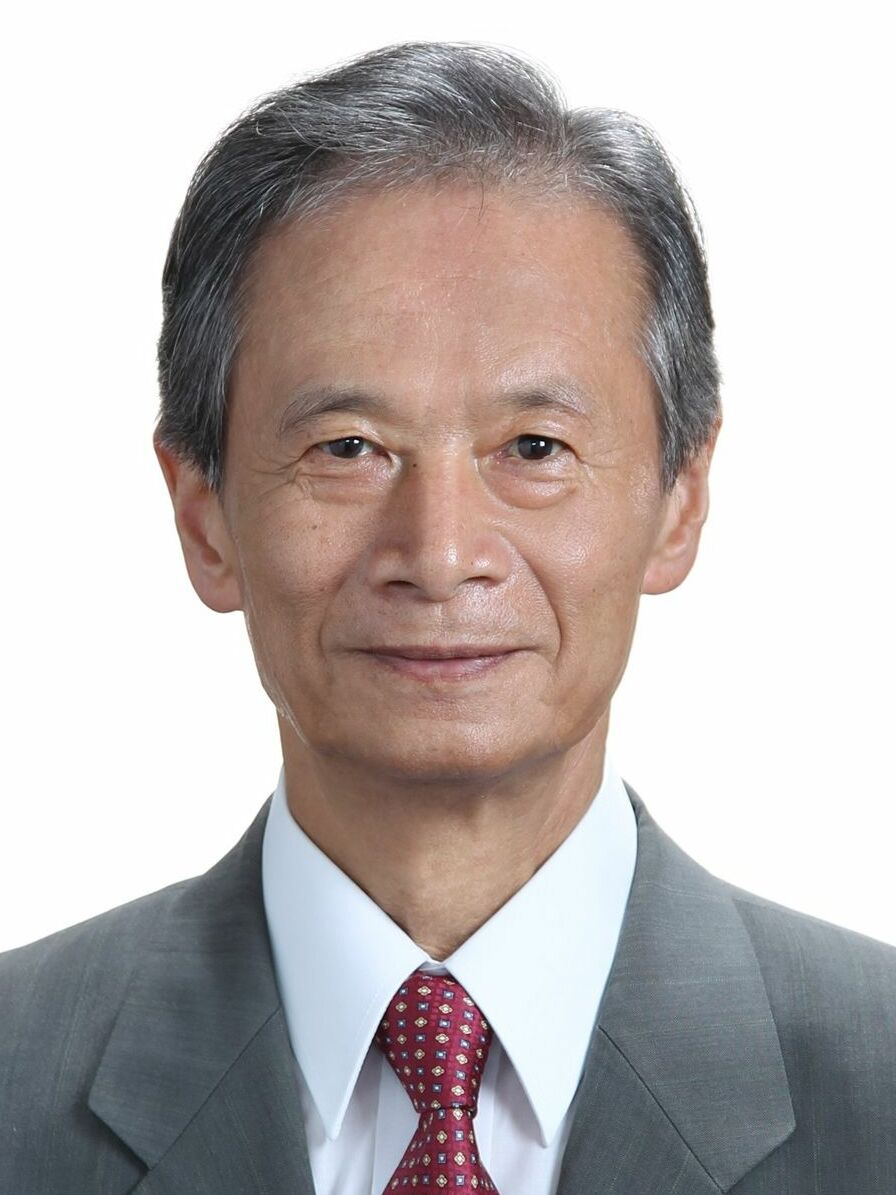
江田五月／7月28日没

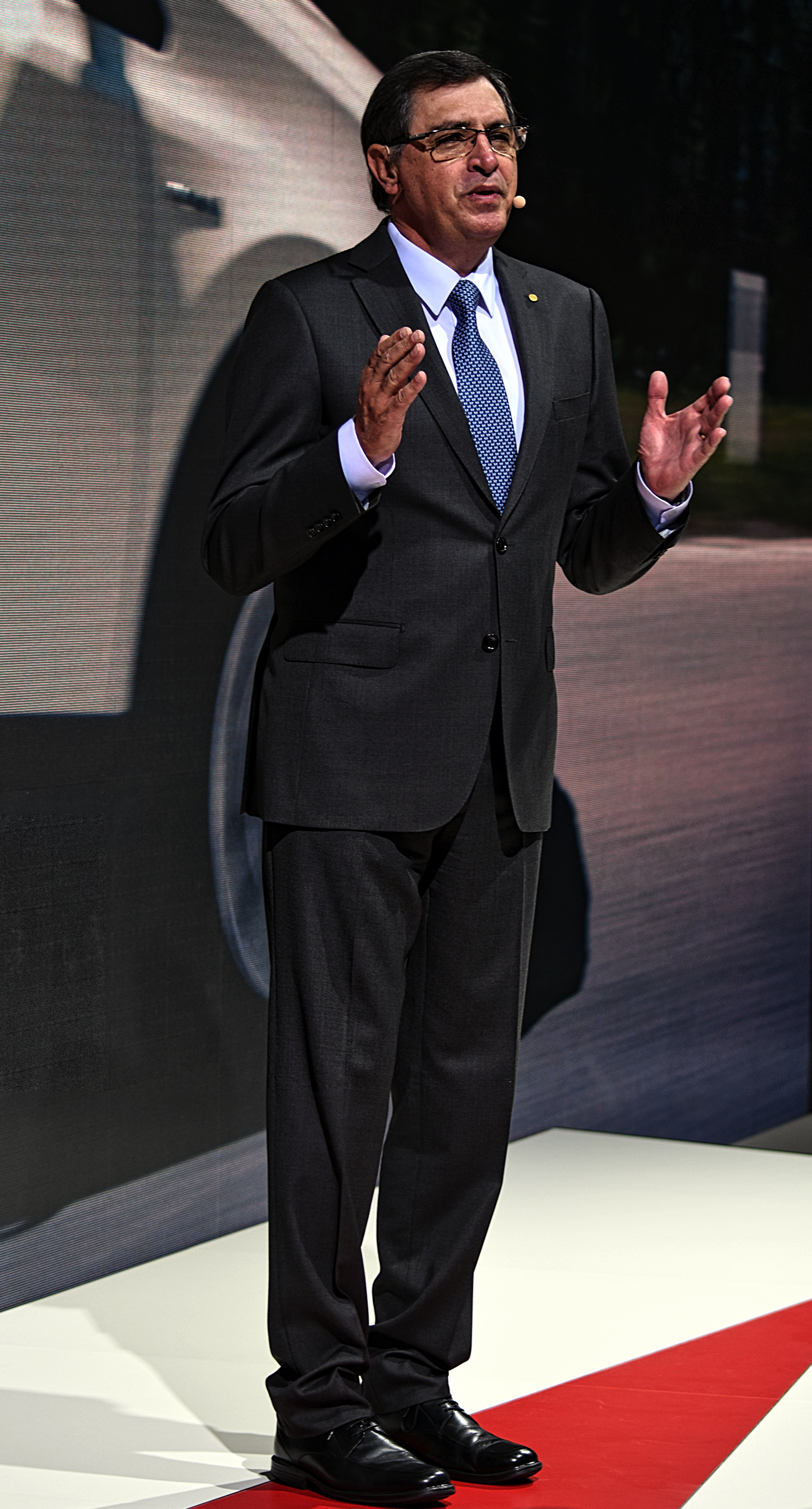
ヨハン・ファン・ゼイル／7月30日没

- 7月16日 - 宮脇昭、日本の生態学者、地球環境戦略研究機関・国際生態学センター終身名誉センター長、横浜国立大学名誉教授（* 1928年）[113]
- 7月16日 - 酒井政利、日本の音楽プロデューサー（* 1935年）[114]
- 7月16日 - ステファン・ヒックマン（英語版）、アメリカ合衆国のイラストレーター（* 1949年）[115]
- 7月16日 - ビズ・マーキー、アメリカ合衆国のラッパー（* 1964年）[116]
- 7月16日 - ダニシュ・シディキ（英語版）、インドのフォトジャーナリスト（* 1980年）[117]
- 7月17日 - ピラール・バルデム（英語版）、スペインの女優、ゴヤ賞受賞者（* 1939年）[118]
- 7月17日 - ロビー・スタインハート（英語版）、アメリカ合衆国のロックヴァイオリニスト、シンガー、元カンサスメンバー（* 1950年）[119]
- 7月17日 - グレアム・ヴィック（英語版）、イギリスの舞台演出家（* 1953年）[120]
- 7月18日 - 中嶋弘子、日本のファッションデザイナー、司会者（* 1926年?）[121]
- 7月18日 - 鍋島高明、日本の相場師研究家、日本経済新聞社社友（* 1936年）[122]。
- 7月18日 - 鈴木七郎、日本の競馬調教師【岩手県競馬組合所属】（* 1950年）[123]
- 7月18日 - 和田洋人、日本の漫画家（* 1974年）[124]
- 7月18日（訃報発表日） - SHIKI、日本の作曲家、VOCALOIDプロデューサー（* 生年不明）[125]
- 7月19日 - アルトゥーロ・アルマンド・モリーナ（英語版）、エルサルバドルの政治家、元大統領（* 1927年）[126]
- 7月19日 - チャック・E・ワイス（英語版）、アメリカ合衆国のソングライター、ミュージシャン（* 1945年）[127]
- 7月19日 - 諸角裕、日本の実業家、元双葉社会長（* 1950年?）[128]
- 7月19日 - イヴァン・ノエル（英語版）、フランスの映画監督、映画プロデューサー（* 1968年）[129]
- 7月20日 - フランソワーズ・アルヌール、フランスの女優（* 1931年）[130]
- 7月20日 - 清水靖夫、日本の実業家、元日本車輌製造社長（* 1931年?）[131]
- 7月20日 - 石川秀雄、日本の政治家、元沖縄県副知事（* 1934年）[132]
- 7月20日 - ジェリー・グラネリ（英語版）、アメリカ合衆国出身のカナダのジャズドラマー（* 1940年）[133]
- 7月20日 - 勝連繁雄、日本の三線奏者、詩人、野村流保存会会長（* 1940年）[134]
- 7月20日 - ニャン・ウィン（英語版）、ミャンマーの政治家、弁護士、連邦議会議員【国民民主連盟所属】（* 1942年）[135]
- 7月21日 - 新垣雄久、日本の政治家、元沖縄県副知事（* 1930年）[136]
- 7月21日 - 新納英雄、日本の銀行家、元八千代銀行（現きらぼし銀行）会長（* 1937年）[137]
- 7月21日 - クラレンス・マクドナルド（英語版）、アメリカ合衆国のキーボード奏者、音楽プロデューサー（* 1945年）[138]
- 7月22日 - ジャン＝ピエール・ジョッソー、フランスのレーシングドライバー、1978年・1980年ル・マン24時間レース優勝者（* 1937年）[139]
- 7月22日 - マイク・スミス（英語版）、イングランドの元サッカー指導者、元ウェールズ・エジプト代表監督（* 1937年）[140]
- 7月22日 - 那須正幹、日本の児童文学作家（* 1942年）[141]
- 7月22日 - ボリス・チョチエフ（英語版）、南オセチアの政治家、元首相代行（* 1957年）[142]
- 7月22日 - ピーター・レーバーグ（英語版）、イギリス出身のオーストリアの電子音楽家（* 1968年）[143]
- 7月22日 - 渡辺善太郎、日本の音楽プロデューサー、詩人の血、oh! penelopeメンバー（* 1963年）[144]
- 7月23日 - F・C・グンドラフ（英語版）、ドイツの写真家（* 1926年）[145]
- 7月23日 - 石井稔、日本の実業家、元RSK山陽放送社長、RSKホールディングス相談役（* 1928年または1929年）[146]
- 7月23日 - スティーヴン・ワインバーグ、アメリカ合衆国の物理学者、ノーベル物理学賞受賞者（* 1933年）[147]
- 7月23日 - 相羽規充、日本の元新聞記者、前メナード美術館館長、名古屋芸術大学名誉教授（* 1939年）[148]
- 7月23日 - 益川敏英、日本の理論物理学者、ノーベル物理学賞受賞者（* 1940年）[149]
- 7月23日 - 佐野瑞香、日本の書家（* 1943年）[150]
- 7月23日 - トゥオモ・ユリプリ、フィンランドの元スキージャンプ選手、1988年カルガリーオリンピック団体金メダリスト（* 1965年）[151]
- 7月24日 - ジャッキー・メイソン、アメリカ合衆国のスタンダップコメディアン、俳優（* 1931年）[152]
- 7月24日 - ロドニー・アルカラ、アメリカ合衆国のシリアルキラー（* 1943年）[153]
- 7月24日 - 菅敏幸、日本の化学者、静岡県立大学教授（* 1964年）[154]
- 7月25日 - アンリ・ベルヌ（英語版）、ベルギーの作家（* 1918年）[155]
- 7月25日 - 伊藤京子、日本のソプラノ歌手、音楽教育者（* 1927年）[156]
- 7月25日 - 大栗丹後（藤島信人）、日本の小説家・作詞家（* 1928年）[157]
- 7月25日 - ボブ・モーゼズ（英語版）、アメリカ合衆国の公民権運動家（* 1935年）[158]
- 7月25日 - オテロ・サライヴァ・デ・カルヴァーリョ（英語版）、ポルトガルの元軍人、極左革命家、カーネーション革命指導者、4月25日民衆勢力（英語版）指導者（* 1936年）[159]
- 7月25日 - カウント・ムブトゥ（英語版）、アメリカ合衆国のパーカッション奏者、デレク・トラックスバンドメンバー（* 1945年）[160]
- 7月26日 - アルバート・バンデューラ、カナダの心理学者、スタンフォード大学教授（* 1925年）[161]
- 7月26日 - 李文達（英語版）、香港の実業家、李錦記会長（* 1929年）[162]
- 7月26日 - イヴァン・トプラク（英語版）、セルビアの元サッカー選手・指導者、元ユーゴスラビア代表監督（* 1931年）[163]
- 7月26日 - マイク・エンジ（英語版）、アメリカ合衆国の政治家、元上院議員、元上院予算委員長（* 1944年）[164]
- 7月26日 - ブラソ・デ・プラタ、メキシコのプロレスラー、元UWA世界6人タッグ・世界タッグ王者、元CMLL世界ヘビー級・世界トリオ王者（* 1963年）[165]
- 7月26日 - デヴィッド・フォン・アンケン（英語版）、アメリカ合衆国の映画監督（* 1964年）[166]
- 7月26日 - マイク・ハウ（英語版）、アメリカ合衆国のロックシンガー、メタル・チャーチメンバー（* 1965年）[167]
- 7月26日 - 西山芳隆、日本の空手家、極真会館大阪西支部長（* 1965年）[168]
- 7月26日 - ジョーイ・ジョーディソン（英語版）、アメリカ合衆国のミュージシャン、スリップノットメンバー（* 1975年）[169]
- 7月27日 - セルジオ・アスティ（英語版）、イタリアの建築家、工業デザイナー（* 1926年）[170]
- 7月27日 - サギノー・グラント、アメリカ合衆国の俳優（* 1936年）[171]
- 7月27日 - 聞世震、中華人民共和国の官僚、政治家、元遼寧省人民政府省長（* 1940年）[172]
- 7月27日 - 上原博、日本の政治家、元沖縄県糸満市長（* 1942年?）[173]
- 7月27日 - ジャン＝フランソワ・ステヴナン、フランスの俳優（* 1944年）[174]
- 7月27日 - 高橋由利子、日本の中国古典文献学者、上智大学名誉教授（* 1948年）[175]
- 7月27日 - ジャンニ・ナザーロ（英語版）、イタリアの歌手（* 1948年）[176]
- 7月27日 - ダスティ・ヒル（英語版）、アメリカ合衆国のベーシスト、ZZトップメンバー（* 1949年）[177]
- 7月27日 - 若生正廣、日本の高校野球指導者（* 1950年）[178]
- 7月27日 - 中野督夫、日本のミュージシャン、センチメンタル・シティ・ロマンスメンバー（* 1954年）[179]
- 7月27日 - モー・ヘイダー、イギリスの推理小説家（* 1962年）[180]
- 7月28日 - 黒川武、日本の労働運動家、元日本労働組合総評議会議長（* 1928年）[181]
- 7月28日 - ピート・ジョージ（英語版）、アメリカ合衆国の元重量挙げ選手、1952年ヘルシンキオリンピックミドル級金メダリスト（* 1929年）[182]
- 7月28日 - オレグ・バクラーノフ、ロシアの政治家、元国防会議第一副議長、ソ連8月クーデター首謀者の1人（* 1932年）[183]
- 7月28日 - 武腰敏昭、日本の陶芸家（日本藝術院会員）・金沢学院大学名誉教授（* 1940年）[184]
- 7月28日 - ジュゼッペ・ジャコミーニ（英語版）、イタリアのテノール歌手（* 1940年）[185]
- 7月28日 - ロベルト・カラッソ、イタリアの作家、出版業者（* 1941年）[186]
- 7月28日 - 江田五月、日本の政治家、元参議院議員・衆議院議員【社会市民連合・社会民主連合・日本新党・新進党・民主党・民進党所属】、第27代参議院議長、第86代法務大臣（* 1941年）[187]
- 7月29日 - アルベール・ヴァンホイエ（英語版）、フランスのイエズス会神父、枢機卿、元教皇庁聖書委員会事務局長、教皇庁立聖書学院名誉学院長（* 1923年）[188]
- 7月29日 - カール・レヴィン（英語版）、アメリカ合衆国の政治家、上院議員、元上院軍事委員長（* 1934年）[189]
- 7月29日 - フィリップ・キング（英語版）、イギリスの彫刻家（* 1934年）[190]
- 7月29日 - 森下一男、日本の政治家、東京都小笠原村村長（* 1949年）[191]
- 7月29日 - amin、中華人民共和国のシンガーソングライター（* 1973年）[192]
- 7月29日 - Gonzoe（英語版）、アメリカ合衆国のラッパー、Kausion（英語版）メンバー（* 1976年）[193]
- 7月30日 - 缶文雄、日本の実業家、元芦森工業代表取締役社長（* 1941年）[194]
- 7月30日 - ヨハン・ファン・ゼイル、南アフリカ共和国の実業家、元トヨタ モーター ヨーロッパ社長兼最高経営責任者（* 1958年）[195]
- 7月31日 - 西田勝、日本の文芸評論家、平和運動家（* 1928年）[196]
- 7月31日 - サトウサンペイ、日本の漫画家（* 1929年）[197]
- 7月31日 - アルヴィン・イン（英語版）、アメリカ合衆国の俳優（* 1932年）[198]
- 7月31日 - 守田優、日本の地理学者、大阪工業大学名誉教授（* 1934年）[199]
- 7月31日 - チャールズ・コナー（英語版）、アメリカ合衆国のドラマー、元リトル・リチャードバンドメンバー（* 1935年）[200]
- 7月31日 - 高橋千太郎、日本の放射線科学者、京都大学名誉教授（* 1953年）[201]
- 7月31日 - 余孝珍、韓国の元サッカー選手（* 1983年）[202]